# Песчанка (Омская область)
Песча́нка — деревня в Одесском районе Омской области. Входит в состав Лукьяновского казачьего сельского поселения.

## История
Основана в 1913 году. В 1928 году посёлок Песчанский состояла из 16 хозяйств, основное население — украинцы. В административном отношении находился в составе Саратского сельсовета Одесского района Омского округа Сибирского края.

## Население
| 1926 | 2010 |
| ---- | ---- |
| 78   | ↗166 |

## Улицы
В деревне имеется одна улица — Центральная.